# Józef Schneider
Józef Schneider (ur. 1874 w Stebniku, zm. 21 maja 1958 w Żywcu) – polski leśnik, etnograf, narciarz.

## Życiorys
Służył w armii austriackiej, w której zapoznał się z narciarstwem i służył w tzw. patrolach narciarskich 30 batalionu strzelców polnych. W 1895 zwolniony ze służby.
Następnie podjął pracę jako leśnik w byłym zarządzie lasów i dóbr państwowych w Tatarowie, tj. znanym letnisku karpackim. Zyskał przychylność przełożonego (Marjan Małaczyński), dzięki czemu zasponsorowano mu narty, na który mógł pracować. W efekcie powstała pierwsza w kraju grupa narciarzy. Pomijając Wiktora Barabasza (1899) i Polaków na Syberii uznano to za początek polskiego grupowego narciarstwa. W Tatarowie używano nart skandynawskich z drzewa hikory i bukowych syberyjskich, potem jesionowych.
W 1898 wydano jego broszurę pt. Na nartach skandynawskich, będąca początkiem literatury narciarskiej w języku polskim. Uznawany za pioniera narciarstwa w Karpatach Wschodnich. Tworzył ośrodek narciarski w Tatarowie. Odbył pierwsze wejścia zimowe w Gorganach i Czarnohorze.